# 2379 Heiskanen
A 2379 Heiskanen (ideiglenes jelöléssel 1941 ST) a Naprendszer kisbolygóövében található aszteroida. Yrjö Väisälä fedezte fel 1941. szeptember 21-én.